# 1216

## Události
- 8. červen – Václav, 2. syn Přemysla Otakara I. (z druhého manželství) zvolen českým králem v Praze. Tím byl opuštěn stařešinský řád a nastolena tzv. primogenitura (panovníkem vždy prvorozený syn).
- vznik dominikánského řádu dle sv. Dominika

## Narození
- ? – Erik IV. Dánský, dánský král z dynastie Valdemarů († 10. srpna 1250)
- ? – Erik XI. Švédský, švédský král († 2. února 1250)
- ? – Jindřich V. Lucemburský, lucemburský hrabě, hrabě z Laroche, markrabě z Arlonu a markrabě namurský († 24. prosince 1281)
- ? – Robert I. z Artois, syn francouzského krále Ludvíka VIII. († 8. února 1250)

## Úmrtí
- 10. dubna – Erik X. Knutsson, král Švédska (* asi 1180)
- 21. dubna – Ida z Boulogne, hraběnka z Boulogne (* 1160/1161)
- 16. července – Inocenc III., 176. papež (* cca 1160)
- 18./19. říjen – Jan Bezzemek, anglický král (* 24. prosinec 1166)
- neznámé datum – Alacrinus z Casamari, italský mnich

## Hlava státu
- České království – Přemysl Otakar I.
- Svatá říše římská – Fridrich II.
- Papež – Inocenc III. (zemřel 16. července), Honorius III.
- Anglické království – Jan Bezzemek – Jindřich III. Plantagenet
- Francouzské království – Filip II. August
- Polské knížectví – Lešek I. Bílý
- Uherské království – Ondřej II.
- Sicilské království – Fridrich I.
- Kastilské království – Jindřich I. Kastilský
- Rakouské vévodství – Leopold VI. Babenberský
- Skotské království – Alexandr II. Skotský
- Portugalské království – Alfons II. Portugalský
- Norské království – Inge II.
- Latinské císařství – Jindřich – Petr
- Nikájské císařství – Theodoros I. Laskaris